# Carlos Morales Matos
Carlos Morales, né le 30 août 1957, est un ancien joueur et entraîneur portoricain de basket-ball.

## Palmarès
Entraîneur
- Finaliste du championnat des Amériques 1993
- Champion des Amériques 1995
- Finaliste du championnat des Amériques 1997